# Barcelonas universitet
Barcelonas universitet (katalanska: Universitat de Barcelona) är ett offentligägt universitet beläget i staden Barcelona (Katalonien, Spanien). Det grundades 1450 och är idag Spaniens näst största universitetet, efter Complutenseuniversitetet i Madrid. Det anses vara ett av Spaniens främsta och ingår i Coimbragruppen.

## Historia

### Grundande och exil
Barcelonas universitet grundades efter att i Neapel den 3 november 1450 ha tilldelats kungligt privilegium av Alfons V av Aragonien. Det baserades på en 1402 bildad skola i medicin och konster. Från 1559 gavs kurser i alla universitetsdiscipliner.

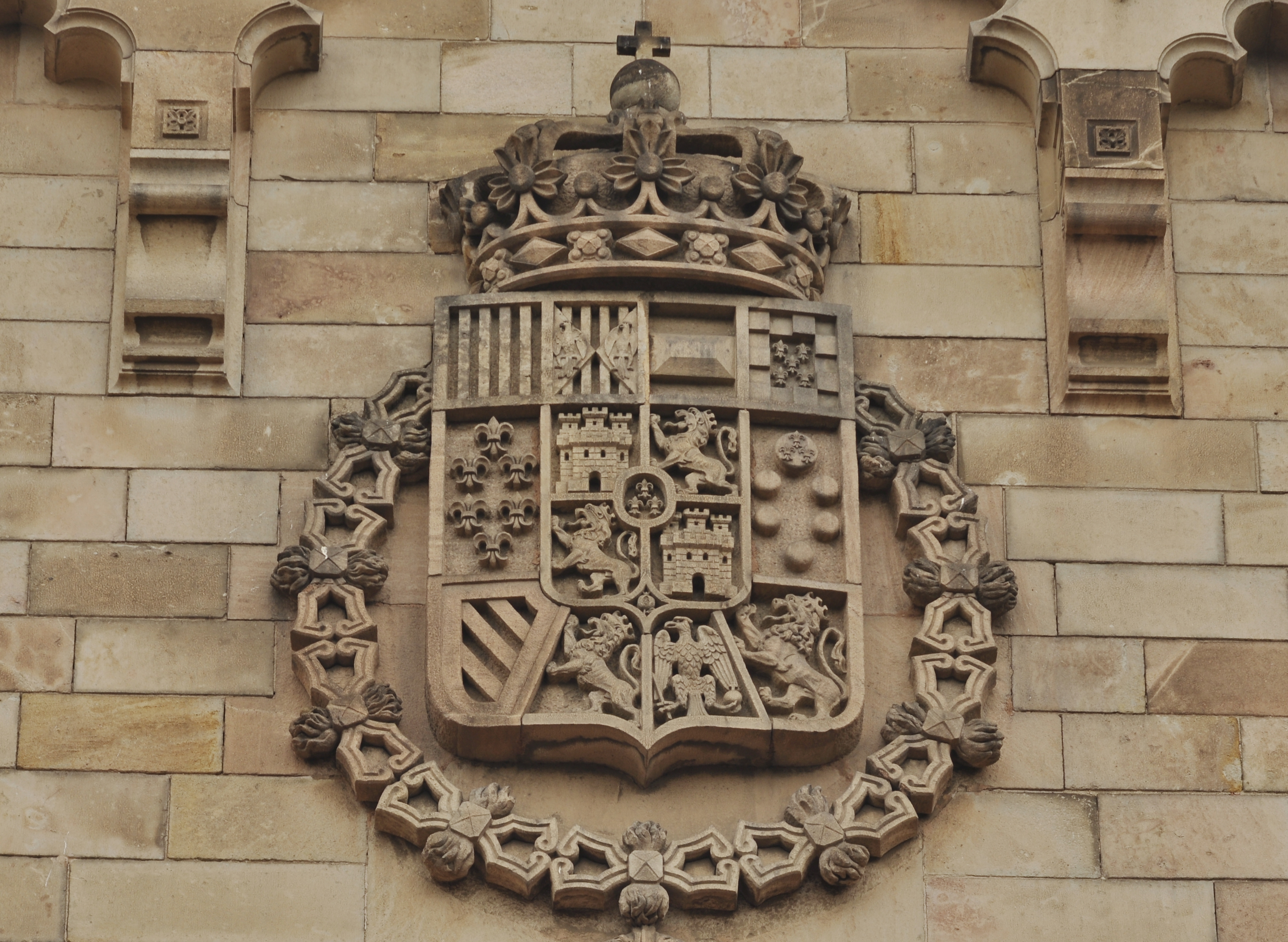
Universitetets insignier, på väggen till huvudbyggnaden från 1800-talet.

Efter spanska tronföljdskriget i början av 1700-talet flyttades universitetet till den lilla staden Cervera i inlandet, i ett försök att underminera den katalanska frihetssträvan.

### Flytt tillbaka till Barcelona
Universitet flyttades dock permanent tillbaka till hertigdömets huvudstad Barcelona 1842, under den liberala revolutionen under drottning Isabella II av Spaniens styre. Det inrättades då i tillfälliga lokaler i det nyligen utrymda Carmeklostret. Där kom fakulteterna i kanonisk rätt, juridik och teologi – liksom senare även den i farmakologi – att placeras. Medicinfakulteten inhystes hos Kungliga medicinakademin, granne och integrerad med stadens dåvarande huvudsjukhus Hospital de la Santa Creu. Sålunda fanns nu alla fakulteterna vid två gator – Carrer Hospital och Carrer del Carme.

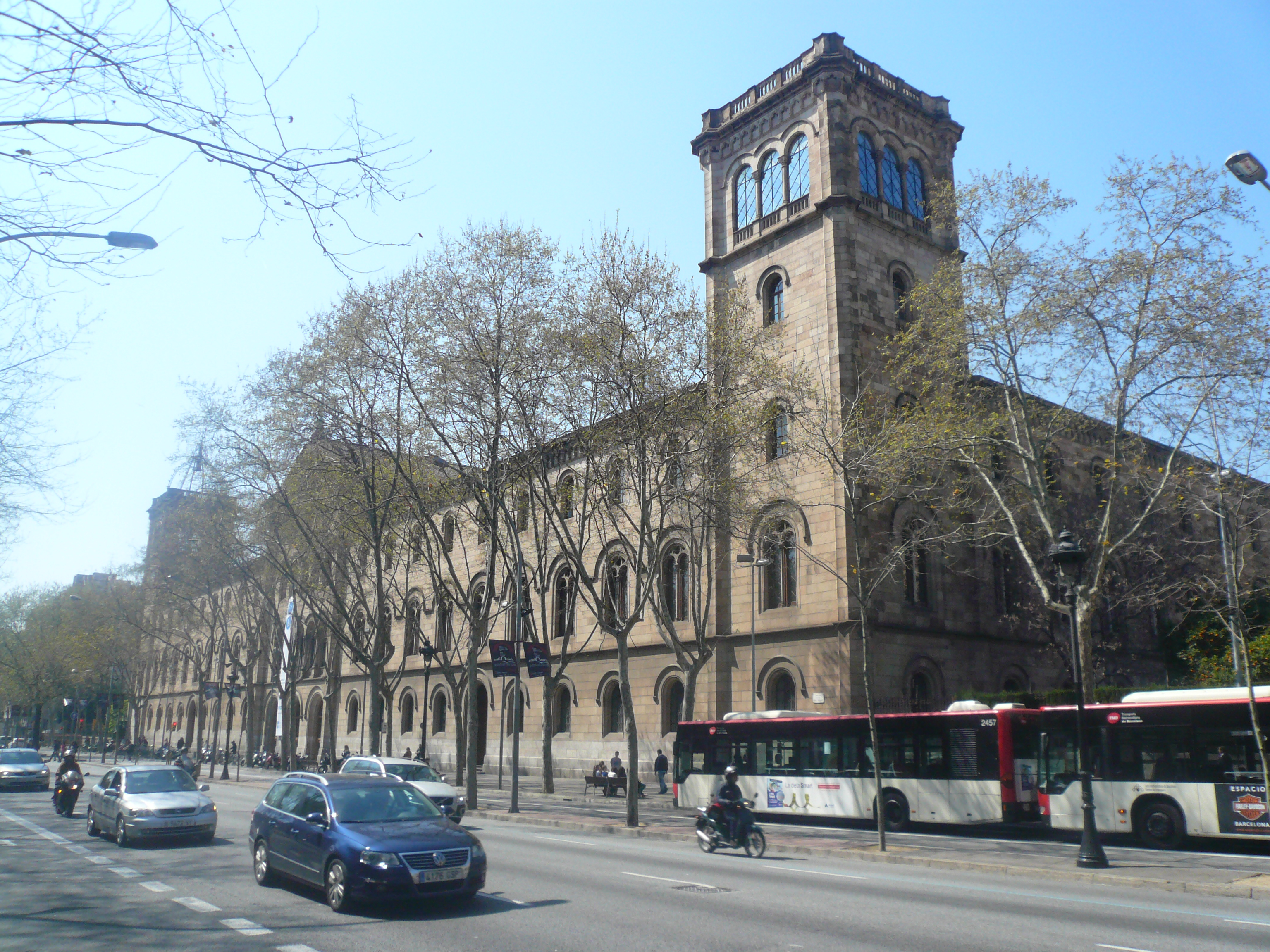
Åren 1863–82 byggdes permanenta lokaler för universitetet, strax utanför de gamla stadsmurarna.

### 1800-talets nybyggen
År 1863 påbörjades byggnation av ett permanent universitetskomplex med Elies Rogent som arkitekt. Bygget Fick storl betydelse för staden, eftersom det var det första som kom att uppföras utanför Barcelonas gamla stadsmurar.
Universitetsbygget pågick under över två årtionden. År 1871 hölls de första föreläsningarna där. Uret och järnklockan i tornet Pati de Lletres – 'Konsternas atrium' – installerades 1881, medan utsmyckningen i form av skulpturer och målningar beställdes direkt från erkända konstnärer eller genom offentliga upphandlingar/tävlingar. Torget vid universitetet kom därefter att få namn efter byggnaden – Plaça de la Universitat – och hela byggnadskomplexet förklarades 1970 för ett nationellt monument av historiskt och konstnärligt värde.
Byggnaderna invigdes officiellt 1874, även om byggarbeten kom att pågå i ytterligare åtta års tid. Hädanefter kunde alla fakulteterna inrymmas under samma tak, även just medicin fortsatt lärdes ut vid det gamla Santa Creu i Sant Pau-sjukhuset. 1879 lades idén på ett nytt universitetssjukhus fram, och efter långa diskussioner flyttade man strax efter sekelskiftet in i det nybyggda Hospital Clínic de Barcelona (officiellt invigt 1906) på östsidan om det nya stadskärnan Eixample. Numera lärs medicin ut även i campusen vid Bellvitge (sedan 1982) och Hospital Sant Joan de Déu (i grannkommunerna L'Hospitalet de Llobregat respektive Esplugues de Llobregat).

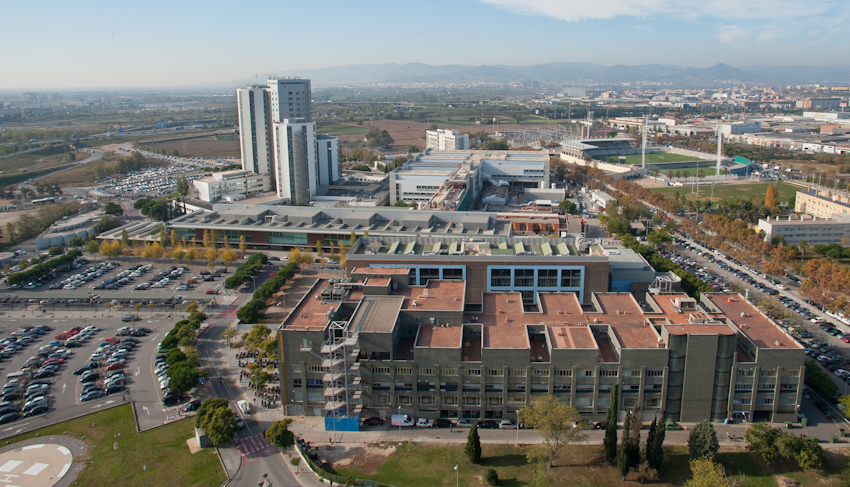
Sedan 1982 lärs medicin ut vid det västligt liggande campuset i Bellvitge.

### 1900-talet
Universitets självständighet som utbildningsinstitution antogs 1933. Sex år senare avslutades spanska inbördeskriget med Francos seger, och en lång tid av förtryck och centralstyrning från Madrid inleddes. Först 1985 återtog universitetet sin forna självständighet från 1930-talet.

På 1950-talet expanderade universitetet i ett helt nybyggt campus i Padralbes, i västra delen av Barcelona.

Däremot växte universitet i storlek redan före mitten av 1900-talet, och det särskilda universitetsdistriktet Pedralbes började anläggas 1950. Fakulteten för farmakologi var 1957 först med att flytta in i Pedralbes, vilket ett år senare följdes av fakulteten i juridik. Därefter installerades konstfakulteten 1960, den i affärsstudier året efter, fakulteten i ekonomi 1967–68, den i fysik och kemi 1969, psykologi och utbildning 1970, liksom den i filosofi, geografi och historia, samt biologi 1975. 2006 flyttade fakulteterna i historia och geografi, liksom den i filosofi, från Pedralbes till El Raval i den gamla stadskärnan; därigenom kom man hamna inom gångavstånd från den forna huvudbyggnaden för hela universitetet.
Barcelonas universitet var det enda universitetet i Katalonien fram till 1968. Det året grundades Barcelonas autonoma universitet, sedan 1971 med lokaler i Cerdanyola del Vallès norr om staden. 1971 inrättades även Politècnica de Catalunya (Kataloniens tekniska högskola), baserat på tidigare tekniska fakulteter och högskolor i staden.

## Verksamhet

### Översikt
UB är ett av tre spanska universitet som är medlemmar av Coimbragruppen; de två andra är Granadas och Salamancas universitet. Det är till antalet studenter Spaniens näst största universitet, efter Complutenseuniversitetet i Madrid. Man har haft cirka 74 000 studenter, vilket motsvarat drygt hälften av alla universitetsstuderande i Katalonien. De senaste siffrorna (2014) listar drygt 63 000 studenter på olika nivåer. Dessutom finns 5 300 lärare och forskningspersonal på universitetet. Drygt 9 000 av studenterna är utländska medborgare.
Barcelonas universitet har katalanska som administrationsspråk, men utbildningen i första hand sköts på antingen katalanska eller spanska – Kataloniens två officiella språk. Man anordnar gratis nybörjarkurser i katalanska för gäststudenter och studenter med andra modersmål.

### Fakulteter
Universitetet är indelat i 19 olika fakulteter och skolor, fördelade på 13 olika campus runt om i staden Barcelona. De största campus är (listade från väster till öster):

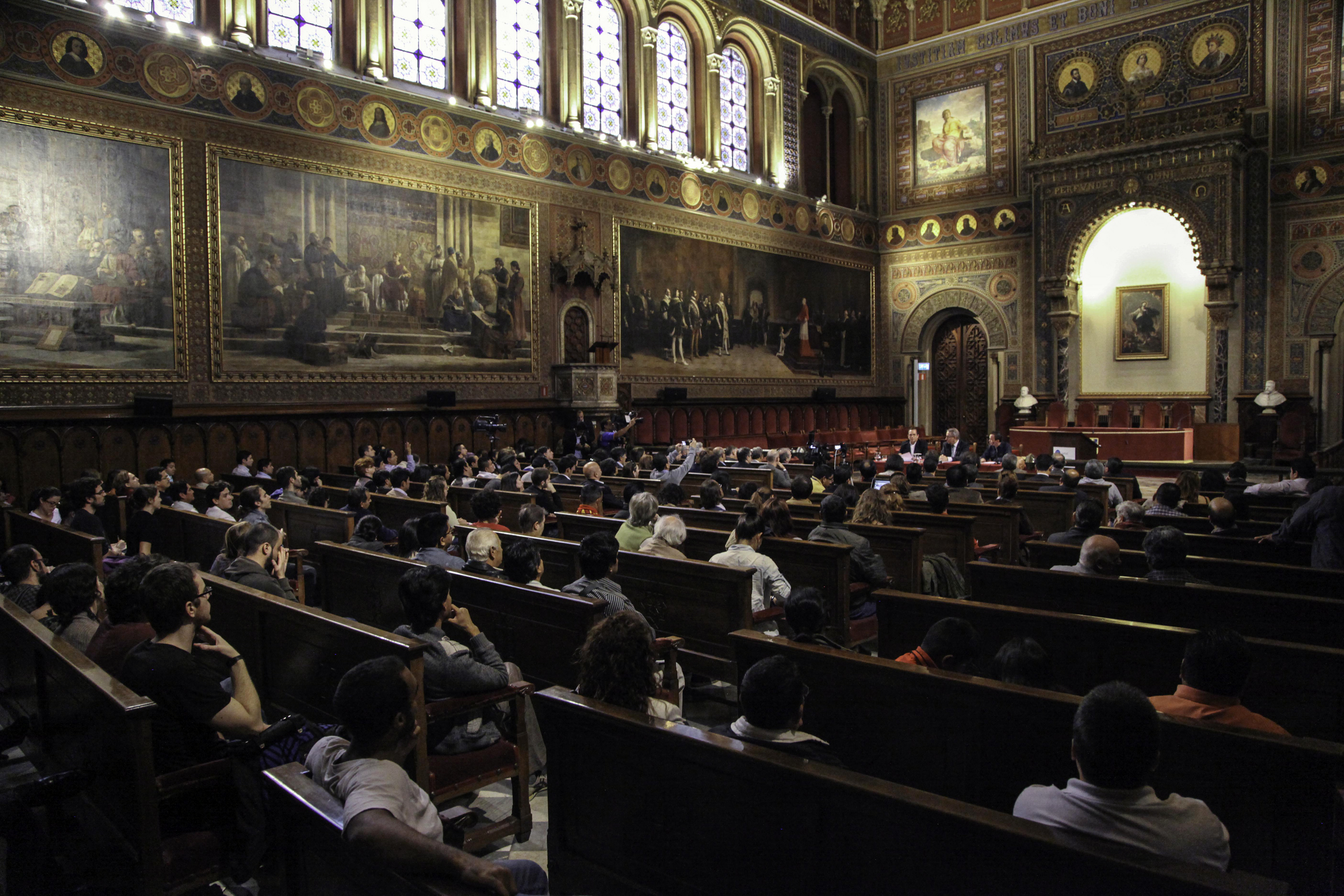
Den stora aulan (Aula Magna) i universitetets centralbyggnad.

- Campus de Ciències de la Salut de Bellvitge (hälsovård)
- Campus de la Diagonal Portal de Coneixement ("Kunskapsportalen")
- Campus de Medicina – Clínic August Pi i Sunyer (medicin)
- Campus d'Humanitats (humaniora)
- Campus de Mundet – Universitat de Barcelona (huvudcampus)
- Campus de l'Alimentació de Torribera (näring)

## Betydelse
Vid 2013/2014 års internationella universitetsrankning (QS World University Rankings) placerade man sig som näst bästa spanska universitet, platsen bakom Barcelonas autonoma universitet.